# Misery-Courtion
Misery-Courtion é uma comuna da Suíça, no Cantão Friburgo, com cerca de 1.248 habitantes. Estende-se por uma área de 11,42 km², de densidade populacional de 109 hab/km². Confina com as seguintes comunas: Avenches (VD), Barberêche, Belfaux, Courtepin, Donatyre (VD), Grolley, La Sonnaz, Léchelles, Oleyres (VD), Villarepos, Wallenried.
A língua oficial nesta comuna é o Francês.